# جیل استرکل
جیل استرکل (به انگلیسی: Jill Sterkel) (زادهٔ ۲۷ مهٔ ۱۹۶۱) شناگر اهل کشور ایالات متحده آمریکا است.